# Branicki

Stemma dei Branicki-Gryf.

Stemma dei Branicki-Korczak.

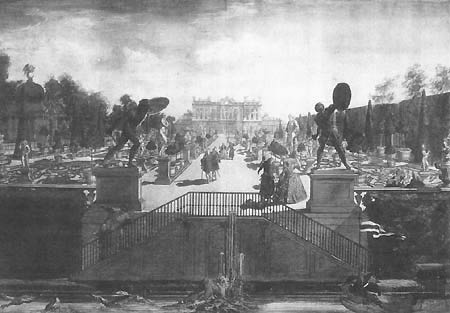
Palazzo Branicki a Białystok.

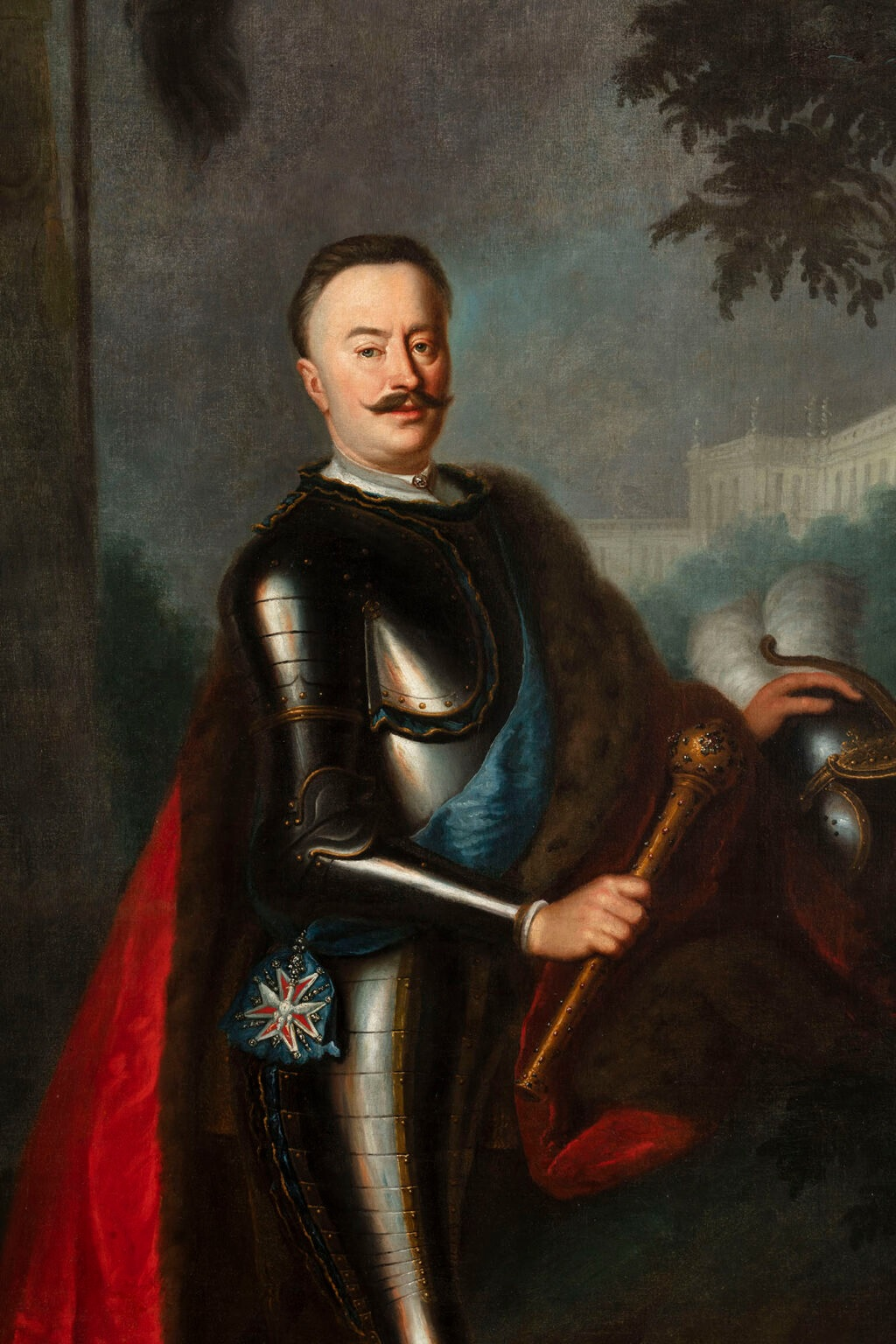
Jan Klemens Branicki-Gryf

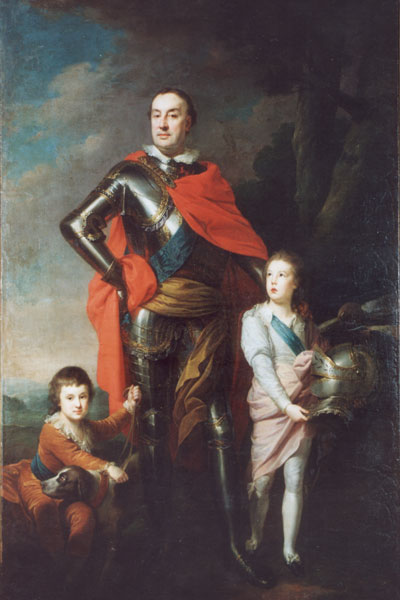
Franciszek Ksawery Branicki-Korczak

Branicki (plurale Braniccy; femminile Branicka) è il cognome di una famiglia della Szlachta (nobiltà) di Polonia. Nelle regioni anticamente poste sotto il governo dei re di Polonia, la famiglia Branicki fu nota con diversi nomi: Cittus, Ciphus (latino), Karpye, Trzy Wreby (bielorusso e ucraino), Wrebowe, Wreby (polacco).

## Storia
I Branicki si dividono in due clan: uno più antico, i Branicki-Gryf, ed uno più recente e più longevo, i Branicki-Korczak.
La famiglia dei Branicki-Gryf, così nota per il grifone che appare nel loro stemma araldico, era già nota nel XII secolo e si legò alla schiatta reale dei Piast di Polonia. La stirpe si originò a Branice, nel Voivodato di Cracovia, e diede al Regno di Polonia una serie di alti dignitari laici ed ecclesiastici di cui l'ultimo fu Jan Klemens Gryf Branicki, Grand Hetman di Lituania, con la cui morte (1771) la famiglia si estinse.
I Branicki-Korczak sono invece legati ad un clan Cosacco stabilitosi della Galizia (Europa centrale) e noto a partire dal 1390. La famiglia ebbe titolo comitale in Russia dal 1839 ed in Austria dal 1873.
Recentemente la famiglia Branicki si è imparentata con la casa regnante belga, essendo una contessa del clan madre della principessa Matilda di Brabante.

## Membri illustri

### Branicki-Gryf
- Grzegorz Branicki (c.1534-1595), Łowczy, burgravio;
- Anna Branicka (?-1639), sposò il conte Sebastian Lubomirski;
- Krystyna Branicka (?-1767), sposò il principe Józef Franciszek Sapieha;
- Jan Klemens Branicki (1689-1771), Grand Hetman di Lituania;
- Rafał Branicki.

### Branicki-Korczak
- Andrzey Tadesz Bonawentura Kosciuzsko, eroe nazionale polacco appartenente ad un ramo collaterale della dinastia;
- Franciszek Ksawery Branicki, (1730-1819), avventuriero, Grand Hetman di Lituania e traditore della Corona;
- Tadeusz Bòr-Komorawski, ministro del Governo Polacco in Esilio;
- Dymitr z Goraja.

| Controllo di autorità | VIAF (EN) 38152380047801761465 |